# Cuirassier
Ne doit pas être confondu avec Cuirassé.

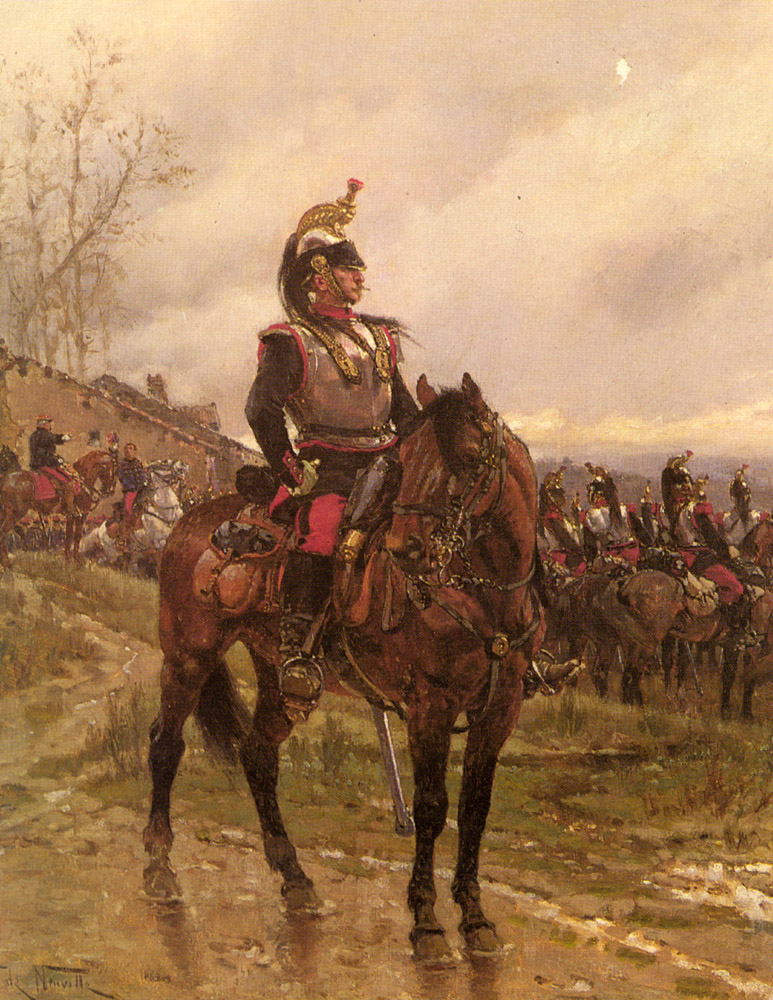
Cuirassier français pendant la Guerre franco-prussienne de 1870 par Alphonse de Neuville.

Un cuirassier est un cavalier militaire lourdement équipé et armé. Les cuirassiers étaient protégés par une cuirasse, ce qui leur a donné leur nom. La première mention du terme de cuirassiers remonte à 1484 en référence à une unité autrichienne d'une centaine d'hommes servant au sein de l'armée de l'empereur Maximilien Ier. Les cuirassiers firent leur première apparition en France en 1665.

## Origines

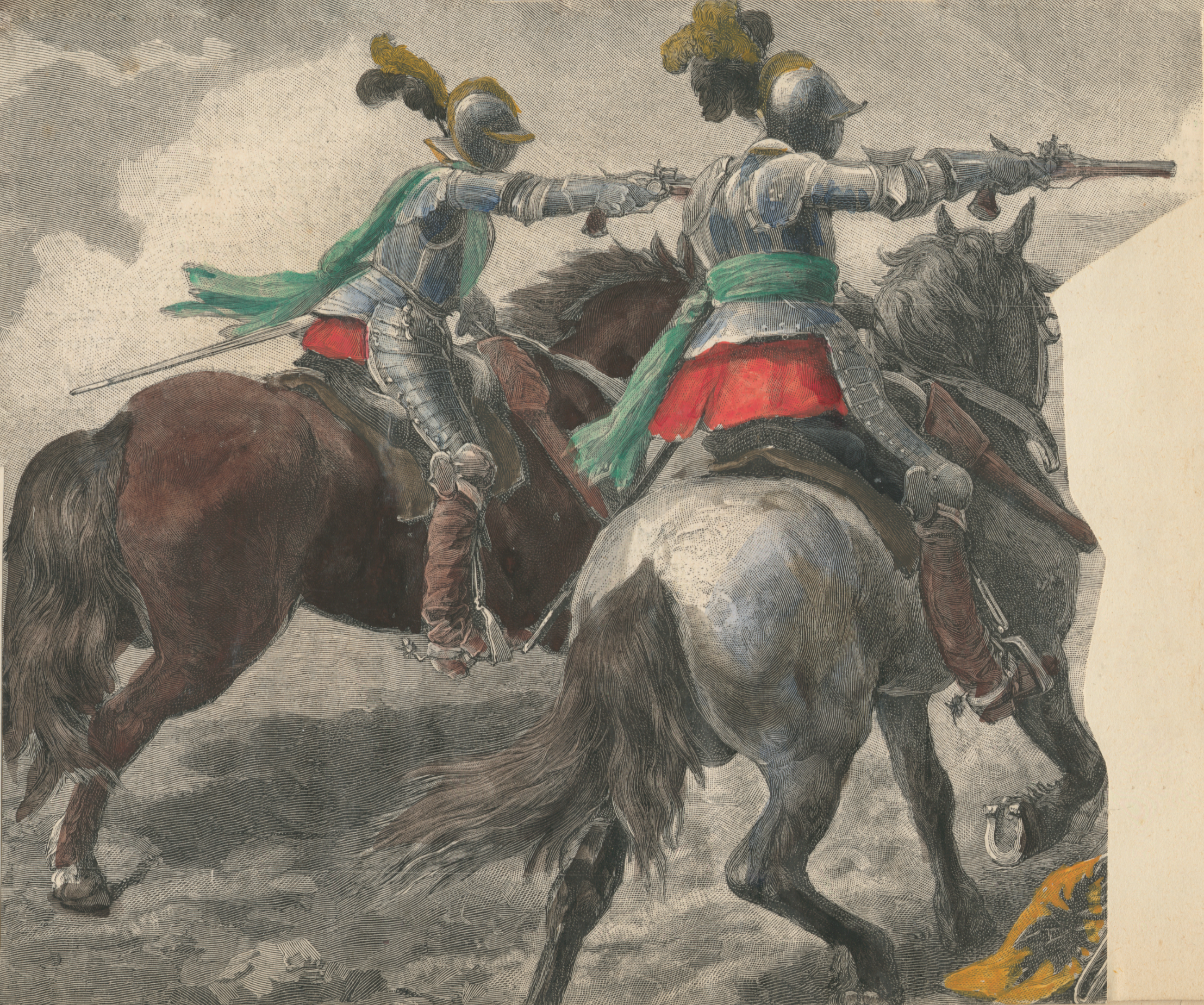
Cuirassiers de Pappenheim tirant au pistolet.

Les nouvelles tactiques de l'infanterie, comme celles mises en œuvre par l'infanterie suisse pendant la Renaissance, ainsi que le développement des armes à feu, vont amener à reconsidérer le rôle de la cavalerie : la mort du chevalier Bayard, tué par un arquebusier dans l'une des dernières charges d'une bataille perdue, est à ce propos particulièrement emblématique.
L’évolution principale est l’apparition d’un nouveau corps de cavalerie, équipé et combattant de façon innovante, les cuirassiers. Le cuirassier est équipé d’arme à feu (pistolet) ; il est moins lourdement défendu que le chevalier armé d’une lance. L’usage de l’arme à feu impose une nouvelle tactique de combat : la charge au galop, ou même au trot, interdit le tir. Étant donné l’imprécision des armes à feu de l’époque, la seule allure adoptable est le pas. La tactique de la caracole est mise au point pour tenir compte de cette contrainte : les cuirassiers sont disposés sur plusieurs rangs ; le premier rang, arrivé à portée de tir, tourne à gauche et fait feu sur l’ennemi, puis se replie derrière en dernier rang. Les rangs suivants font de même. Cette tactique, qui ne requiert pas d’allure rapide, exécutée par des cavaliers moins lourdement armés que les lanciers, permet d’équiper les cuirassiers de chevaux moins coûteux, et ainsi d’augmenter leurs effectifs.

## Les cuirassiers dans l'armée française

### Création des régiments de cuirassiers en France[2]
Issus de la grosse cavalerie de l’Ancien régime, et de la cavalerie de bataille de la Révolution française, les premiers régiments de cuirassiers sont véritablement créés en France en 1801, sous le Consulat. Loin de procéder d’une quelconque mode militaire, ce nouveau type de cavalerie constitue véritablement l’un des bras armés de la tactique napoléonienne.
Bonaparte vient d’accéder au pouvoir à la fin de l’année 1799. Tirant les enseignements de sa victorieuse campagne de 1800 en Italie, il profite des trois années de paix qui s’ensuivent pour réorganiser complètement son armée et notamment ses troupes à cheval. Rationalisant leur composition, le Premier Consul crée progressivement, entre octobre 1801 et septembre 1803, une nouvelle subdivision : les cuirassiers. Tirant leur nom du port d’un plastron et d’une dossière en fer appelés cuirasse dont l’usage est alors tombé en désuétude dans la cavalerie française depuis près d’un demi-siècle, ces régiments vont être regroupés en brigades et en divisions et constituer les fameux corps de réserve de cavalerie de la Grande Armée. Douze puis bientôt quatorze régiments seront ainsi créés pour participer à toutes les campagnes et illustrer brillamment les grands principes de la tactique napoléonienne depuis leur éclatant succès sur le plateau de Pratzen, lors de la bataille d’Austerlitz le 2 décembre 1805, jusqu’à leur évanouissement dans les charges désespérées sur les pentes de mont Saint-Jean, lors de la bataille de Waterloo le 18 juin 1815.

### Cuirassiers français sous leIerEmpire

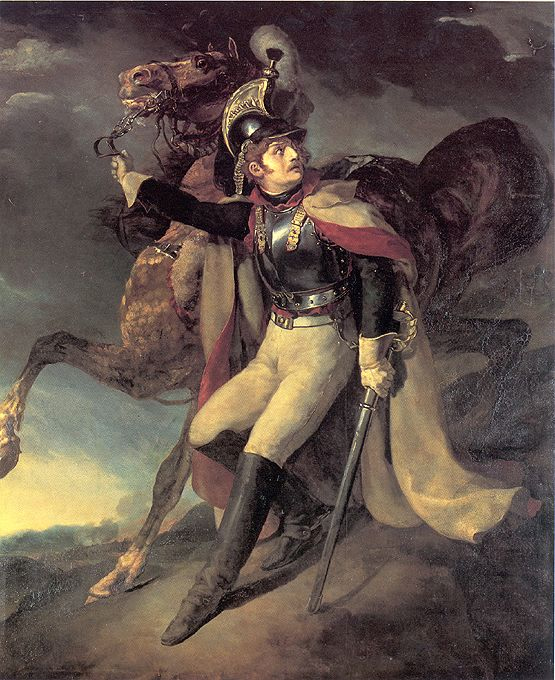
Cuirassier blessé quittant le feu
Théodore Géricault, 1814
Paris, musée du Louvre

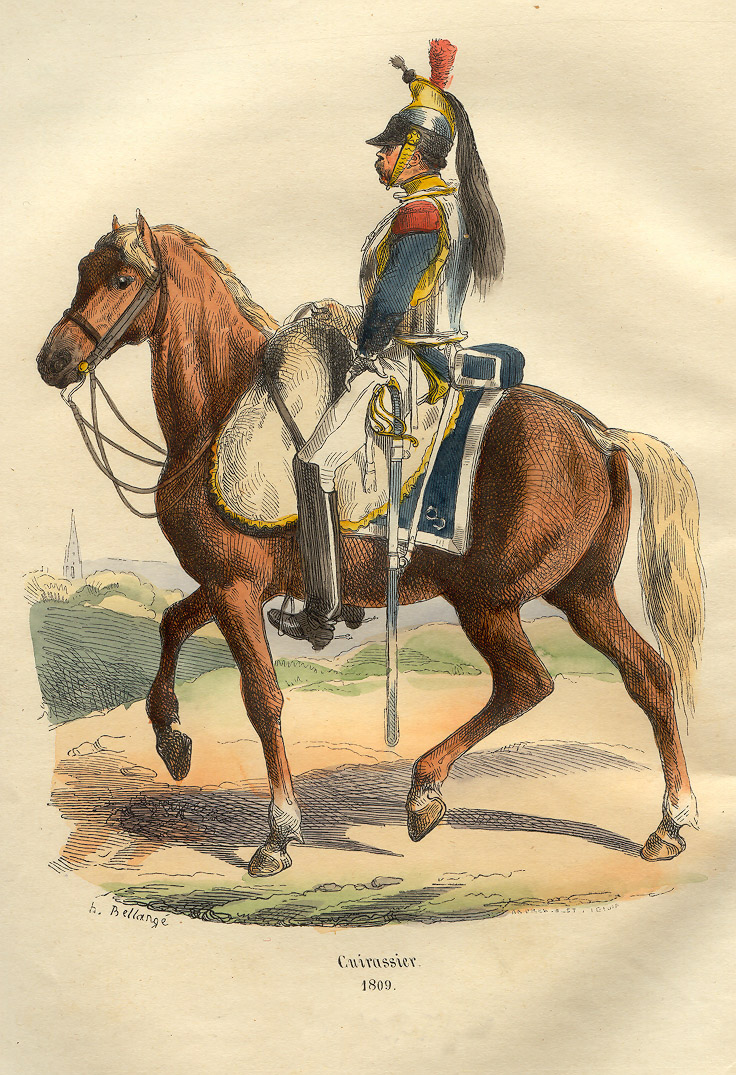
Troupier du 8e cuirassier en 1809.

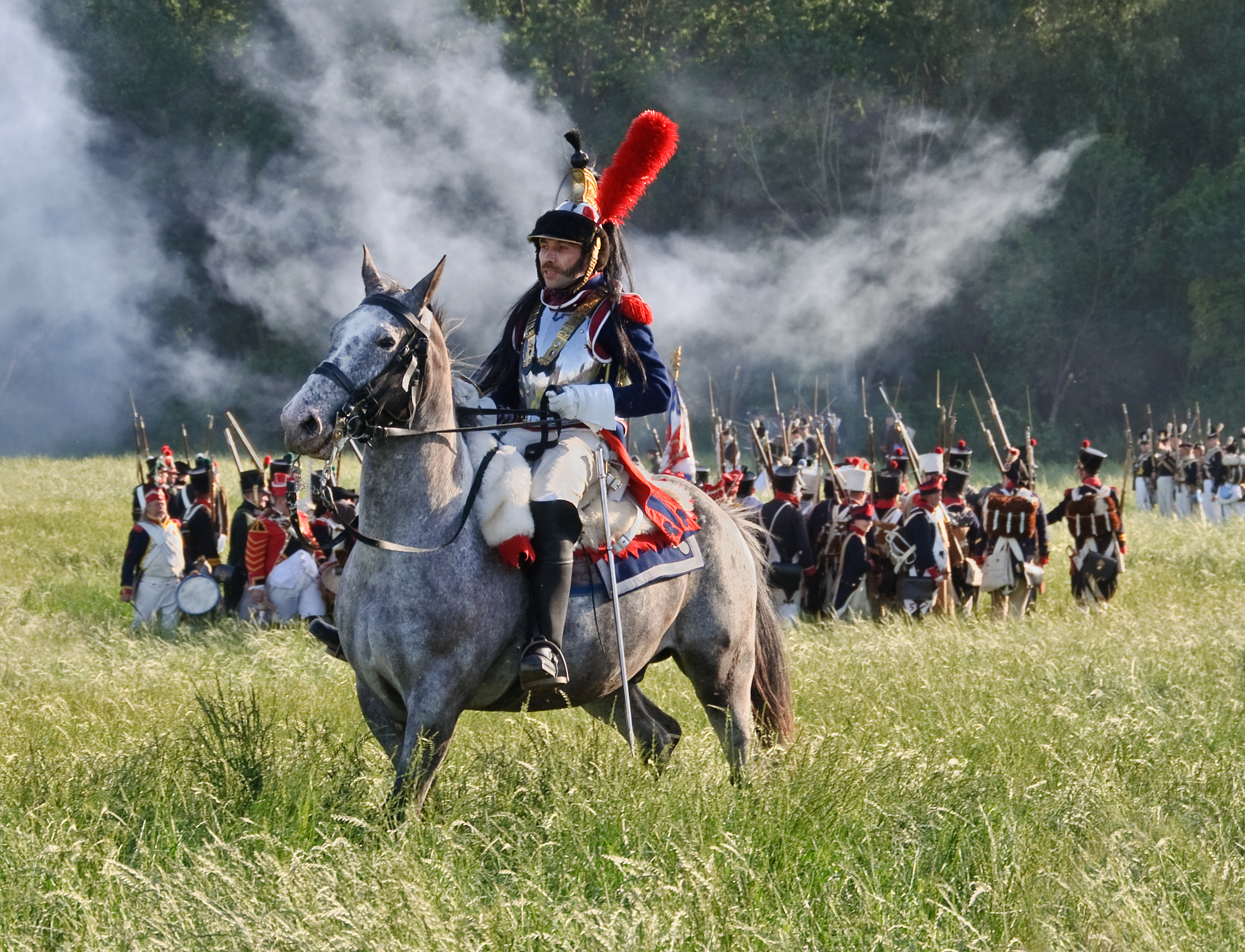
Cuirassier de l'armée napoléonienne, lors d'une reconstitution historique.

La réforme de Napoléon Bonaparte du 1er vendémiaire an XII ayant mené à une totale réorganisation de la cavalerie française et à la création de 12 régiments de cuirassiers, ceux-ci sont organisés en 4 escadrons de 2 compagnies, à raison de 200 hommes par escadron. En 1807, le régiment passe de 4 à 5 escadrons avec un effectif de 1 040 hommes. Malgré la suppression du 5e escadron en 1809, l’effectif ne diminuera pas. Un 13e et un 14e régiment sont constitués en 1808 et en 1812.
Les cuirassiers faisaient partie avec les carabiniers de la cavalerie lourde, aux côtés des dragons et lanciers (cavalerie de ligne) et des hussards et chasseurs à cheval (cavalerie légère).
La taille minimale des cuirassiers était fixée à 1,73 m. Outre la cuirasse (équipement dont étaient dépourvus les trompettes), ils recevaient une carabine - aussi appelé mousqueton -, une latte (un sabre droit), et deux pistolets. La sellerie se composait d'une schabraque liserée aux couleurs régimentaires en peau de mouton couvrant les fontes, d'une couverture de selle carrée et d'un porte-manteau rectangulaire timbré du n° du régiment. La puissance de leurs charges était telle, qu’ils étaient surnommés familièrement « Les gros frères » ou « Les hommes de fer » : Balzac, dans le Colonel Chabert, et Victor Hugo, dans les Misérables, ont décrit ces charges comme faisant trembler tout le champ de bataille. Les cuirassiers furent commandés par les plus grands généraux de l'ère napoléonienne: Murat, Ney, La Tour-Maubourg, d'Hautpoul, Espagne, etc.

### Régiments français de cuirassiers

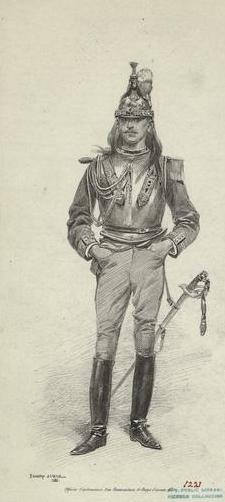
Lieutenant de cuirassiers, officier d'ordonnance à un général commandant un corps d'armée, en grande tenue par Édouard Detaille (1880).

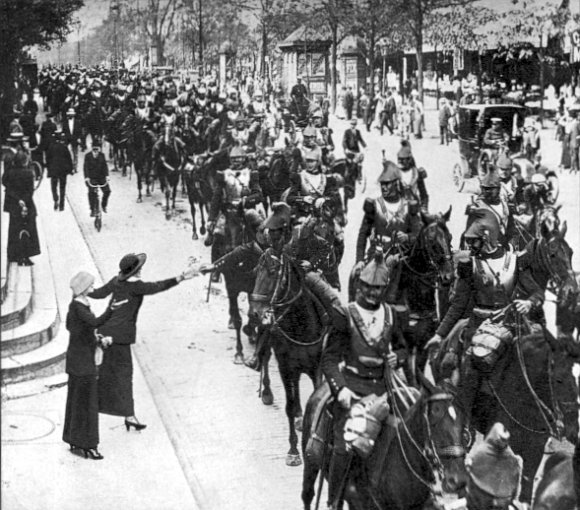
Cuirassiers à Paris, en août 1914.

Dans l’armée française, le rouge est la couleur traditionnelle des cuirassiers. Leurs régiments sont appelés familièrement Cuirs (1er Cuirs, 2e Cuirs, etc.)
- 1er cuirassiers : appelé Turenne-Cavalerie ou Colonel Général de Cavalerie sous l’Ancien Régime, il a été créé en 1631 et fut commandé par Turenne de 1651 à 1657. Sa devise est Certum Monstrat Iter (« il montre le chemin »). Il faisait partie depuis le 5 juin 1999 du 1er-11e régiment de cuirassiers basé à Carpiagne. Renommé en 2009, 4e régiment de dragons.
- 2e cuirassiers : créé en 1635 par Richelieu, il a pris le nom de Cardinal-Duc, puis de Royal-Cavalerie en 1643. Sa devise est E Pluribus Impar (« Sans égal parmi les meilleurs »). Dissous en 1991 pour intégrer le 1er-11e régiment de cuirassiers.
- 3e cuirassiers : Commissaire-Général créé en 1645 et a été dissous en 1815.
- 4e cuirassiers : créé en 1643 sous le nom de La Reine-Mère, il a pris le nom de La Reine en 1666.
- 5e cuirassiers d'Abu Dhabi : créé en 1653 et appelé Stanislas-Roi en 1725, puis Royal Pologne en 1737. Dissous en 1992 il est re-créé en 2016 au sein de la Zayed Military City à Abu Dhabi. Il fait partie des FFEAU (Forces Françaises au Émirats Arabe Unis)
- 6e cuirassiers : Il faisait partie en 1994 du 6e-12e régiment de cuirassiers basé à Olivet. Renommé en 2009, 12e régiment de cuirassiers.
- 7e cuirassiers : créé en 1659 à partir de plusieurs régiments étrangers au service de la France.
- 8e cuirassiers : créé en 1665 ancien Cuirassiers du Roi.
- 9e cuirassiers: créé en 1666 sous le nom de Artois. Dissous en 1946.
- 10e cuirassiers : créé en 1643 sous le nom de Royal-Cravates. Dissous en 1940.
- 11e cuirassiers : créé à la suite du regroupement de compagnies de carabiniers en 1693, il est l’héritier du Royal Roussillon, lui-même issu en 1668 du régiment de Montclar Catalan. Il faisait partie depuis le 5 juin 1999 du 1er-11e régiment de cuirassiers basé à Carpiagne. Renommé en 2009, 4e régiment de dragons.
- 12e régiment de cuirassiers d'Olivet : créé en 1668, le régiment est appelé Dauphin cavalerie, ce régiment est le dernier régiment de cuirassiers encore en activité dans l'armée française contemporaine. Il est basé à Olivet (Loiret) et a pour de vise In periculo ludunt (« Au danger, mon plaisir »).
- 13e cuirassiers: créé en 1807, dissous en 1814, recréé en 1891, dissous en 1913 pour former le 32e régiment de dragons.
- 14e cuirassiers polonais
- 14e cuirassiers
- 15e cuirassiers: Seuls les souvenirs militaires du Colonel de Gonneville font mention à ce régiment. Il aurait été formé à l'aide des dépôts des 2e, 3e, 4e Cuirassiers lors du siège de Hambourg entre mai 1813 et mai 1814. L'existence de ce régiment est donc à prendre avec précaution. Dans les différents ordres de bataille de cette période on ne trouve aucune mention au 15e Cuirassiers.

La mécanisation du XXe siècle a transformé ces régiments en régiments blindés. Certains ont gardé le titre de régiments de cuirassiers et sont équipés des matériels blindés les plus puissants, tels que les chars d'assaut AMX-30 et AMX 56 Leclerc.

### Cuirassiers français durant la Première Guerre mondiale
En 1914, les régiments de cuirassiers participent principalement aux opérations de couverture, ainsi qu'à la bataille de la Marne et à la course à la mer.
En 1915, la guerre de mouvement ayant laissé place à la guerre de position, les régiments sont engagés dans la guerre des tranchées et abandonnent la cuirasse.
Le 1er août 1916 les 4e, 5e, 8e, 9e, 11e et 12e régiments de cuirassiers, sont démontés et deviennent des « régiments de cuirassiers à pied » et prennent les noms de 4e, 5e, 8e, 9e, 11e et 12e régiments de cuirassiers à pied
En avril 1917, la 1re division provisoire de cuirassiers à pied, composée des 4e, 9e et 11e régiments de cuirassiers à pied, sous les ordres du général Brécart est créée.
En janvier 1918, la 1re division provisoire de cuirassiers à pied devient la 1re division de cuirassiers à pied, toujours sous les ordres du général Brécart et la 2e division de cuirassiers à pied composée des 5e, 8e et 12e régiments de cuirassiers à pied, sous les ordres du général Brécart est créée.
 Ces divisions à pied sont engagées dans la quatrième bataille de Champagne, la seconde bataille de la Somme, l'offensive Meuse-Argonne... tandis que les régiments montés sont engagés dans les actions de poursuite des troupes allemandes.
Après la victoire certains régiments de cuirassiers sont dissous :
- En 1919, les 2e, 3e, 7e et 8e régiments de cuirassiers
- En 1920, le 1er régiment de cuirassiers
- En 1927, le 4e régiment de cuirassiers
- En 1928, le 12e régiment de cuirassiers

Les régiments restant sont remontés.

## Paronymie

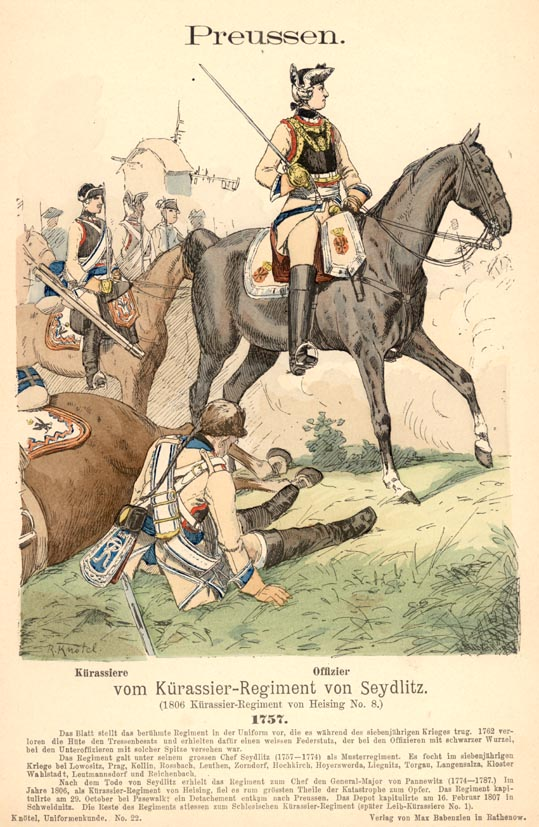
Kuirassier-Regiment von Seydlitz, Prusse 1757 d'après Richard Knötel. Les cuirassiers prussiens ne portaient que la demi-cuirasse frontale.

- En marine militaire, le cuirassé est un bâtiment de guerre.

## Voir aussi

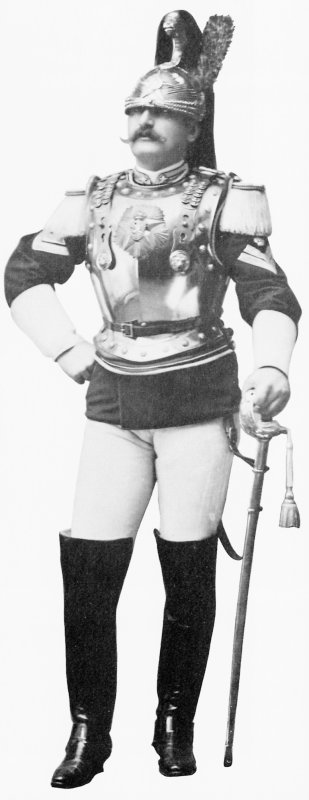
Cuirassier italien de la fin du XIXe siècle.